# Schistogyne mosenii
Schistogyne mosenii là một loài thực vật có hoa trong họ La bố ma. Loài này được (Malme) T. Mey. miêu tả khoa học đầu tiên năm 1950.